# Энгельгардт, Людвиг
Людвиг Энгельгардт (нем. Ludwig Engelhardt; 18 августа 1924, Зальфельде — 21 января 2001, Узедом) — немецкий скульптор.

## Биография
Родился и вырос в Зальфельде. 25 января 1943 года он подал заявление о приеме в нацистскую партию и был принят задним числом 1 сентября 1942 года. Ближе к концу Второй мировой войны Энгельгардт попал к американцам в качестве военнопленного в звании лейтенанта. После освобождения был отправлен американцами на родину, где проживал в советской оккупационной зоне, откуда был отправлен на принудительные работы в Лагерь для военнопленных на Кавказе.
В 1948 году вернулся в родной город и поступил в ученики на столяра-краснодеревщика. В дальнейшем Энгельгардт больше не вступал ни в какую партию. После получения образования Энгельгардт учился в Вайсензе в «Высшей школе искусств» с 1951 по 1956 год, а затем до 1958 года был учеником мастера у Генриха Драке. С 1969 года он был членом Академии художеств в Восточном Берлине, а с 1974 по 1978 год — секретарем секции изящных искусств. С середины 1960-х он жил и работал в основном в Гаммлине в Узедоме, где создал Памятник Карлу Марксу и Фридриху Энгельсу.
В 1974 году Энгельгардт был удостоен Художественной премии ГДР, а в 1986 году — Национальной премии ГДР I степени «за его общее скульптурное творчество с особой признательностью и за его вклад в создание Берлинского форума Маркса-Энгельса».
Скончался 21 января 2001 года в Узедоме на 77-м году жизни.